# Quận Rensselaer, New York
Quận Rensselaer (tiếng Anh: Rensselaer County) là một quận trong tiểu bang New York, Hoa Kỳ. Quận lỵ là thành phố Troy6. Theo điều tra dân số năm 2020 của Cục điều tra dân số Hoa Kỳ, quận này có dân số là 161.130 người.